# Бёртон, Тони
То́ни Бёртон (англ. Tony Burton; 23 марта 1937, Мичиган — 25 февраля 2016, Калифорния) — американский актёр кино и телевидения; боксёр. Являлся одним из трех актёров (наряду с Сильвестром Сталлоне и Бертом Янгом), которые снялись в шести фильмах серии «Рокки».

## Биография

### Начало жизни и карьера футболиста
Родился в городе Флинт, штат Мичиган. Окончил среднюю школу Flint Northern.
В команде по футболу он был полузащитником. В 1954 году он забил 13 голов и привел команду к победе. Он был капитаном и самым ценным игроком команды.

### Карьера боксёра
Бёртон выиграл чемпионат «Золотые перчатки» в полутяжелом весе. В 1957 году потерпел поражение в полуфинале Чикагского турнира среди чемпионов. Он боксировал как профессионал в 1958 и 1959 годах.

### Карьера актёра
С 1974 по 2007 год снялся в 90 фильмах и телесериалах.
Умер 25 февраля 2016 года в Калифорнии в возрасте 78 лет.

## Избранная фильмография
| Год  |   | Русское название          | Оригинальное название  | Роль             |
| ---- | - | ------------------------- | ---------------------- | ---------------- |
| 1976 | ф | Нападение на 13-й участок | Assault on Precinct 13 | Уэллс            |
| 1976 | ф | Рокки                     | Rocky                  | тренер Аполло    |
| 1979 | ф | Рокки 2                   | Rocky II               | Тони «Дюк» Эверс |
| 1980 | ф | Сияние                    | The Shining            | Ларри Даркин     |
| 1980 | ф | Охотник                   | The Hunter             | мусорщик №2      |
| 1982 | ф | Рокки 3                   | Rocky III              | Тони «Дюк» Эверс |
| 1985 | ф | Рокки 4                   | Rocky IV               | Тони «Дюк» Эверс |
| 1986 | ф | Вооружён и опасен         | Armed And Dangerous    | Кэппи            |
| 1990 | ф | Рокки 5                   | Rocky V                | Тони «Дюк» Эверс |
| 1991 | ф | Домашняя вечеринка 2      | House Party 2          | мистер Ли        |
| 1991 | ф | Капитан Крюк              | Hook                   | Билл Джакс       |
| 2006 | ф | Рокки Бальбоа             | Rocky Balboa           | Тони «Дюк» Эверс |